# Mariene de Castro
Mariene Bezerra de Castro, (Salvador, 12 de maio de 1978), é uma cantora, compositora e atriz brasileira, notória por exaltar a cultura afro-brasileira em sua obra musical. Nascida em Salvador, Mariene de Castro despontou no cenário musical brasileiro identificada como uma força da natureza. Roque Ferreira - seu conterrâneo e um dos compositores preferidos da cantora - intuiu certa vez que Mariene nunca subia ao palco sozinha: alguma força superior entrava com ela em cena e impregnava sua música. Cantou na festa de encerramento das Olimpíadas de 2016, enquanto era apagada a chama olímpica.  Foi indicada ao Grammy Latino 2020, na categoria "Melhor Álbum de Músicas de Raízes Em Língua Portuguesa", pelo álbum "Acaso Casa Ao Vivo", em parceria com o cantor pernambucano Almério.

## Biografia
Desde pequena a sambista baiana Mariene Bezerra de Castro queria ser bailarina. Começou a estudar balé aos cinco anos de idade. Seu contato com a música veio do ambiente familiar. "Na minha casa todo mundo cantava ou tocava algum instrumento", conta. Aos doze anos, Mariene quis aprender a tocar violão e pediu a sua mãe para ser matriculada numa escola para aprender o instrumento. Porém, quando chegou à escola, foi convencida a fazer um teste vocal, um professor ficou impressionada com o talento de Mariene e aconselhou-a fazer aulas de canto, foi lá que ela descobriu que possui um timbre de voz muito raro, o contralto. Sua mãe não tinha dinheiro o suficiente para pagar os dois cursos, o de violão e o de canto, e o professor de canto acabou convencendo-as para que ela fizesse apenas o de canto.
Começou a carreira profissional em 1995 fazendo vocais nas bandas de Márcia Freire (na época do Cheiro de Amor) e Carlinhos Brown, e também foi cantora do grupo Timbalada. No ano seguinte, em 1996, levada por Vicente Sarno, apresentou-se no projeto "Pelourinho Dia e Noite" em seu primeiro show solo. Neste show, recebeu um convite de dois produtores franceses para uma turnê por 20 cidades na França, e em 1977, apresentou o show "Iluminada" no país europeu. O show foi dirigido por J. Velloso.  
De volta ao Brasil passou a se apresentar nos principais palcos da capital baiana, entre os quais Teatro ACEBEU, no "Projeto Terças da Boa Música"; Concha Acústica do Teatro Castro Alves, no "Projeto Sua Nota é Um Show de Solidariedade" e no Teatro XVIII, em temporada com o show "A Força que vem da Raiz". Também fez show no Teatro Dona Canô, em Santo Amaro da Purificação e se apresentou no Festival de Inverno da cidade de Lençóis, interior da Bahia. Em 2004 passou a ser a cantora principal do Bloco Cortejo Afro. Neste mesmo ano gravou o CD "Abre caminho", patrocinado pelo "Prêmio Brasken de Música", e produzido por ela com o então marido J. Velloso, nesse disco, Mariene gravou canções inéditas de Caetano Veloso, Roque Ferreira, J. Velloso e Gerônimo, além de regravações de músicas de Walmir Lima, Roberto Mendes e Guilherme Arantes. Com o "Abre Caminho", a cantora recebeu o Prêmio Tim de Melhor Disco na categoria "Regional" e o Prêmio Rumos do Itaú Cultural.  
Em 2006 participou da gravação ao vivo do CD e DVD "Beth Carvalho canta o samba da Bahia" no Teatro Castro Alves, interpretando em dupla com a anfitriã a composição "Raiz", de Roberto Mendes e J. Velloso. Em 2008 fez turnê por várias cidades da Espanha, participou da trilha sonora do longa metragem "Mujeres del Mundo" interpretando a música "Elas contam" e da trilha sonora do filme "Ó, paí, Ó!", de Monique Gardenberg com trilha composta por Caetano Veloso e Davi Moraes, mas com músicas de outros autores baianos como "Ilha de Maré" (Walmir Lima e Lupa), a qual interpretou na fita.  
No dia 15 de fevereiro de 2009, gravou no Teatro Castro Alves, dentro do projeto "Domingo no TCA", o show que originou o CD E DVD "Santo de casa - Ao Vivo". No disco, produzido por Mariene com Gerson Silva, e com direção musical de Jurandir Santana, contou com as participações especiais de Dona Nicinha de Santo Amaro, Rita da Barquinha, Ganhadeiras de Itapoã e do Grupo Pim, interpretou alguns de seus trabalhos mais conhecidos e ainda incluiu inéditas em sua voz. O CD foi lançado em 2010, de forma independente, o DVD foi lançado em 2011 com distribuição da gravadora Universal Music.  
Em 2010 apresentou-se em temporada do show "Meu cumpadre Ferreira", no Pelourinho, com canções do compositor Roque Ferreira.   
No ano de 2012 lançou, pela gravadora Universal Music, o CD "Tabaroinha", produzido por Alê Siqueira. Neste álbum, Mariene gravou músicas como Ponto de Nanã (de Roque Ferreira), Foguete (J. Velloso e Roque Ferreira), A Pureza da Flor (de Arlindo Cruz), Um Ser de Luz (de João Nogueira, Paulo Cesar Pinheiro e Mauro Duarte), Isto é Bom (de Xisto Bahia), incluída na trilha sonora da novela “Lado a Lado”, da Rede Globo, entre outras. O show de lançamento do disco aconteceu no Teatro Rival, no Rio de Janeiro.    
No mesmo ano, apresentou o show “Ser de Luz”, incluído na série “Clara”, ciclo de homenagens à cantora Clara Nunes idealizada pelo jornalista Vagner Fernandes para o Canal Brasil. O show, realizado no Espaço Tom Jobim, no Rio de Janeiro, contou com as participações de Zeca Pagodinho, em “Coisa da antiga” (Wilson Moreira e Nei Lopes); de Diogo Nogueira, em “Juízo final” (Nelson Cavaquinho e Élcio Soares); das pastoras da Portela, Áurea Maria, Neide Sant’Anna e Surica. O show teve direção musical de Alceu Maia. O CD e DVD, registro do show apresentado no Espaço Tom Jobim, no Rio de Janeiro, foi lançado em 2013 pelo selo Universal Music.   
Em 2014 lançou, pela Universal Music, o CD “Colheita”, produzido por Max Pierre, que contou com participações de Beth Carvalho, Maria Bethânia e Zeca Pagodinho.   
Em 2015 apresentou-se na cerimônia da 26ª edição do “Prêmio da Música Brasileira”, em noite de gala no Theatro Municipal do Rio de Janeiro, homenageando a cantora Maria Bethânia. Realizou o show “Lindeza” no Theatro Net Rio, no Rio de Janeiro, que incluiu a inédita “Eu quero ir com você” (Flavia Wenceslau). Em 2016 participou da Cerimônia de Encerramento das Olimpíadas 2016, no Estádio do Maracanã, no Rio de Janeiro, na qual interpretou “Pelo Tempo Que Durar” (Marisa Monte e Adriana Calcanhoto), enquanto a pira olímpica era apagada, emocionando a plateia presente, que lotou as arquibancadas do estádio, e os espectadores que assistiram à transmissão ao vivo no mundo todo.   
Em 2017 realizou o espetáculo “Ribeirinha”, com estreia na casa de shows Vivo Rio, no Rio de Janeiro, sob direção de Antônio Carnevale. Em 2018 apresentou, ao lado do cantor e compositor pernambucano Almério, o show “Acaso casa”, com direção de José Maurício Machline, que foi gravao durante uma apresentação na Casa do Choro, no Rio de Janeiro, e lançado como CD em 2019 pela gravadora Biscoito Fino. O álbum foi indicado ao Grammy Latino em 2020.    

## Discografia
| Álbum           | Ano de Lançamento | Gravadora                                              |
| --------------- | ----------------- | ------------------------------------------------------ |
| Abre Caminho    | 2005              | Edição Independente                                    |
| Tabaroinha      | 2012              | Universal Music International                          |
| Colheita        | 2014              | Universal Music International                          |
| Maria da Canção | 2023              | Edição Independente / Distribuição: Ditto Music Brasil |

| Álbum              | Ano de Lançamento | Gravadora                                          |
| ------------------ | ----------------- | -------------------------------------------------- |
| Santo De Casa      | 2010              | Santo De Casa Produção Artística / Universal Music |
| Ser De Luz         | 2012              | Universal Music International / Canal Brasil       |
| Acaso Casa Ao Vivo | 2019              | Biscoito Fino                                      |

| Single                              | Ano de Lançamento | Gravadora                                              |
| ----------------------------------- | ----------------- | ------------------------------------------------------ |
| Aos Portugais (part. Roberto Mendes | 2018              | Gufo Records                                           |
| Índia                               | 2019              | Edição Independente / Distribuição: Ditto Music Brasil |
| Caxixi (Bonitinha)                  | 2020              | Edição Independente / Distribuição: Ditto Music Brasil |
| Foguete                             | 2020              | Edição Independente / Distribuição: Ditto Music Brasil |
| Guerreiro Caçador                   | 2021              | Edição Independente / Distribuição: Ditto Music Brasil |
| Abiã                                | 2021              | Edição Independente / Distribuição: Ditto Music Brasil |

## Prêmios
| Premiação                                                                                                   | Ano  |             |
| --- | ---- | ----------- |
| Prêmio Braskem de Música                                                                                    | 2004 | Vencedora   |
| Prêmio Rumos Brasil da Música do Itaú Cultural                                                              | 2004 | Vencedora   |
| Prêmio TIM de Música na categoria "Melhor Álbum de Música Regional" por Abre Caminho                        | 2005 | Vencedora   |
| Prêmio da Música Brasileira na categoria "Melhor Cantora de Samba" por Santo de Casa (Ao Vivo)              | 2011 | Indicada    |
| Prêmio Contigo! MPB FM de Música                                                                            | 2013 | Homenageada |
| Prêmio da Música Brasileira na categoria "Melhor Cantora de Samba" por Tabaroinha                           | 2013 | Indicada    |
| Prêmio da Música Brasileira na categoria "Melhor Canção" por Orixá de Frente                                | 2013 | Indicada    |
| Prêmio da Música Brasileira na categoria "Melhor Álbum de Samba" por Tabaroinha                             | 2013 | Indicada    |
| Prêmio da Música Brasileira na categoria "Melhor Cantora de Samba" por Colheita                             | 2015 | Indicada    |
| Prêmio Extra de Televisão                                                                                   | 2016 | Indicada    |
| Grammy Latino na categoria "Melhor Álbum de Música de Raízes em Língua Portuguesa" por Acaso Casa (Ao Vivo) | 2020 | Indicada    |

## Carreira como Atriz
| Ano  | Título                     | Personagem |
| ---- | -------------------------- | ---------- |
| 2010 | Ensolarado                 | Mãe        |
| 2011 | Jardim Das Folhas Sagradas | Miúda      |
| 2013 | Quase Samba                | Tereza     |
| 2016 | Velho Chico                | Dalva      |

## Redes Sociais
Acompanhe Mariene de Castro nas redes sociais através dos links: 
- Facebook: http://www.facebook.com/pages/Mariene-de-Castro/164522596938960
- Instagram: http://www.instagram.com/marienedecastro
- Site Oficial (http://www.marienedecastro.com.br)